# Алгабас (Єрейментауський район)
Алгаба́с (каз. Алғабас) — село у складі Єрейментауського району Акмолинської області Казахстану. Входить до складу сільського округу Олжабай-батира.
Населення — 42 особи (2021; 98 у 2009, 241 у 1999, 349 у 1989).
Національний склад станом на 1989 рік:
- казахи — 100 %.